# Hombre ladrillo
Brick Man es una escultura de Antony Gormley propuesta para la ciudad de Leeds, Reino Unido.

## Proyecto
El proyecto describe una figura de un hombre en pie, de una altura aproximada de 30 metros (100 pies)
Tendría que haber sido erigida en un triángulo de terreno delimitado por líneas ferroviarias, en el barrio de Holbeck en la ciudad de Leeds, dando la bienvenida a los pasajeros que llegan a la estación de ferrocarril de Leeds. 
Hubiera costado 899.000 € (600,000 £) y hubiera sido la mayor escultura del Reino Unido en la actualidad.
La escultura es una de los veinte proyectos presentados en respuesta a un concurso. El objetivo era encontrar un trabajo artístico que ocupara ese espacio. El proyecto al final fue anulado por el Ayuntamiento de Leeds en 1988. 
El concejal conservador Richard Hughes-Rowlands dijo en esa ocasión: "Si Mr Gormley habla de llevarse la escultura a algún otro sitio, mis ojos no estarán soltando lágrimas precisamente."
Ante el rechazo de su idea, Gormley acusó al consistorio de falta de sangre , adjuntando: " Pienso en este proyecto todavía, como mi mejor tentativa de representar el cuerpo colectivo."
La idea de una escultura con forma humana, que marcase un punto espacial como icono, vería la luz posteriormente con la escultura Angel of the North.
Una maqueta de la escultura se puede ver en la Leeds City Art Gallery. Convirtiéndose además en el icono del Museo de la ciudad.